# Gamme pentatonique
Les gammes pentatoniques (du grec πέντε / pénte, « cinq ») sont des échelles musicales constituées de cinq notes (= hauteurs de son) différentes. Elles peuvent être ou non basées sur le système du tempérament égal.
Les gammes pentatoniques existent dans divers genres musicaux du monde entier, dans un grand nombre de cultures musicales.
Les gammes pentatoniques ont été développées indépendamment par de nombreuses civilisations anciennes et sont encore utilisées aujourd'hui dans différents styles musicaux. Comme l'a dit Leonard Bernstein : « L'universalité de cette gamme est si bien connue que je suis sûr que vous pourriez m'en donner des exemples des quatre coins du monde, en Écosse, en Chine, en Afrique, dans les cultures amérindiennes, dans les cultures des Indes orientales, en Amérique centrale et en Amérique du Sud, en Australie, en Finlande... Voilà un véritable universel musico-linguistique ».
Les gammes pentatoniques sont, entre autres, abondamment utilisées dans les genres de musique populaire américaine tels que le blues, le jazz et le rock 'n' roll, ou encore dans les musiques traditionnelles asiatiques.
Les gammes pentatoniques les plus courantes en musique occidentale sont dénommées en fonction de leur similitude avec les gammes heptatoniques usuelles.
Il y a deux types de gammes pentatoniques : celles avec des demi-tons (hémitonique) et celles sans (anhémitonique, du grec an- (« aucun ») et hemi- (« moitié », pour désigner le demi-ton)).

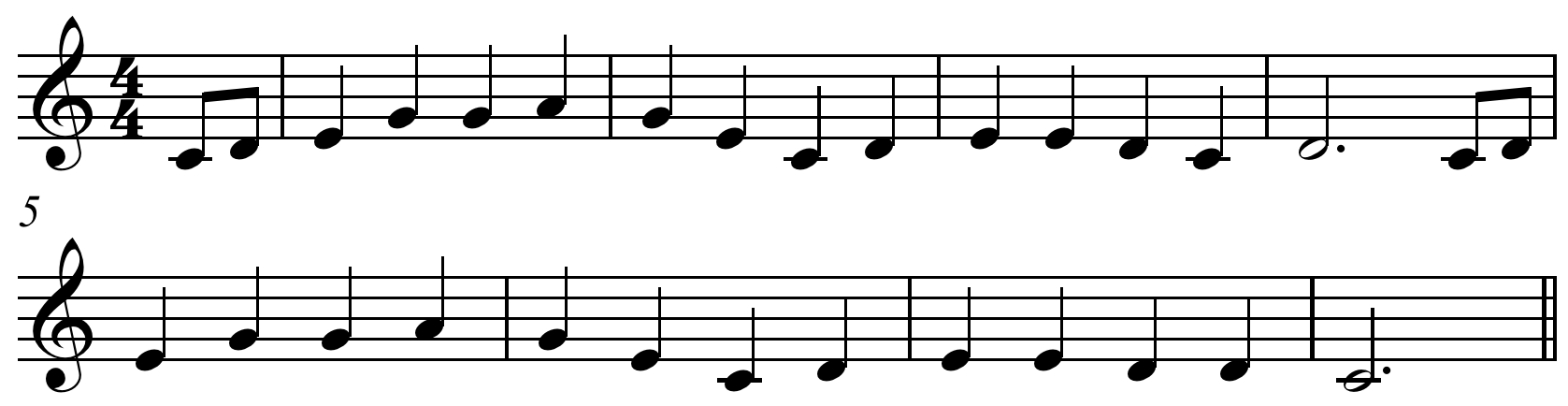
Les deux premières phrases de la mélodie "Oh! Susanna" de Stephen Foster sont basées sur la gamme pentatonique majeure.

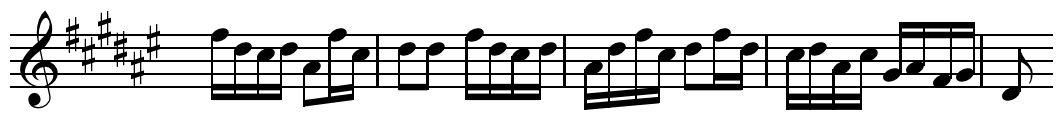
Gamme pentatonique dans Ma Mère l'Oye de Ravel III. "Laideronnette, Impératrice des Pagodes", mm. 9–13. A priori ré # pentatonique mineur.

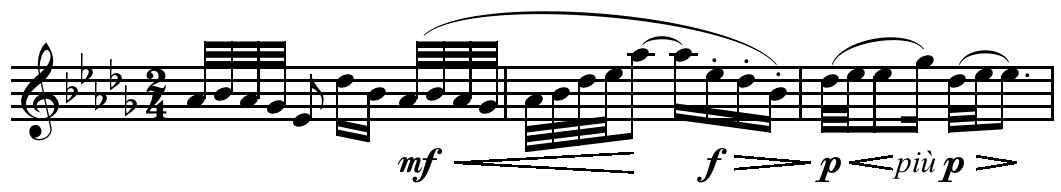
Gamme pentatonique dans Voiles de Debussy (Préludes, Livre I, no. 2, mm. 43–45).

| (audio) | 'Oh, Susanna' (info)                              |
| (audio) |                                                   |
| (audio) | Des problèmes pour écouter le fichier ? Aidez-moi |

## Historique
L'expression « gamme pentatonique » fait bien référence à une gamme de cinq sons (et non de cinq tons) : cela tient à l'un des emplois anciens du mot ton, dans le langage musical, comme synonyme du mot son. L'utilisation de l'adjectif pentaphonique aurait pu lever l'ambigüité, mais elle ne s'est jamais imposée.
Par ailleurs, les gammes précolombiennes ne partageaient pas l'octave en six tons, mais la divisaient en cinq intervalles égaux donnant cinq degrés (à la façon des lithophones asiatiques anciens). Il en découle que la gamme « pentatonique » des Incas n'était pas superposable exactement à une gamme qui emprunterait cinq sons dans notre échelle occidentale (comme indiqué dans les exemples musicaux précédents), que ce soit dans un tempérament inégal « ancien » ou dans le tempérament égal utilisé de nos jours. Certaines notes s'en écartaient de près d'un quart de ton.
Avec l'influence espagnole, les facteurs d'instruments andins avaient donc adopté une sorte de « cote mal taillée » qui permettait à la fois de jouer "un peu faux" leurs musiques traditionnelles, et en même temps de jouer des mélodies dans la gamme occidentale.

## Exemples de gammes pentatoniques

### Gamme pentatonique majeure
La gamme pentatonique majeure est basée sur l’enchaînement de quatre quintes en partant d'une tonique.
En partant de do, la suite des quintes est : Do−Sol−Ré−La−Mi.
En ramenant les notes ainsi obtenues dans l'ordre naturel (de la plus grave vers la plus aiguë) on trouve : Do−Ré−Mi−Sol−La.
Selon la notation des intervalles, les notes sont : Tonique−seconde majeure−tierce majeure−quinte juste−sixte majeure.
Dans la musique chinoise, les degrés de la gamme pentatonique majeure sont notés : 宫 (gōng) — 商 (shāng) — 角 (jiǎo) — 徵 (zhi) — 羽 (yǔ).
Remarquons qu'on retrouve cette gamme en jouant les touches noires du piano :

### Gamme pentatonique mineure
La gamme pentatonique mineure se construit comme la gamme mineure "classique", c'est-à-dire en partant des notes de la gamme majeure mais le point de départ est différent : la tonique de la gamme mineure est située une tierce mineure sous la tonique de la gamme majeure.
Si on reprend la gamme pentatonique majeure décrite ci-dessus : Do−Ré−Mi−Sol−La, on reprend donc les mêmes notes par contre la première note est le La qui est une tierce mineure sous Do.
On trouve : La−Do−Ré−Mi−Sol
Selon la notation des intervalles, les notes sont : Tonique−tierce mineure−quarte juste−quinte juste−septième mineure.
La gamme blues est bâtie sur la gamme pentatonique mineure : on ajoute la quarte augmentée, dite « note bleue ».
La blues

### Autres gammes pentatoniques
Outre la pentatonique majeure et la pentatonique mineure qui sont ses formes les plus connues, la gamme pentatonique donne aussi naissance à deux autres modes qui n'ont pas de tierces, et enfin à un cinquième mode qui, s'il a une tierce mineure, n'a pas de quinte :
- sans tierce (ni sixte) E - G - A - C
- sans quinte (ni seconde) G - A - C - D
- sans tierce (ni septième) A - C - D - E

Par exemple, Tha mi sgìth est une mélodie celte composée avec la pentatonique sans tierce ni sixte.
Gamme dite « égyptienne »
Ce mode a été utilisé par Ryuichi Sakamoto pour le thème principal de  Merry Christmas Mr. Lawrence, pour la bande originale du film Furyo.
Gamme japonaise in sen
Gamme japonaise hirajōshi (平調子)
Le terme peut désigner plusieurs modes, dérivés de l'accordage du shamisen.

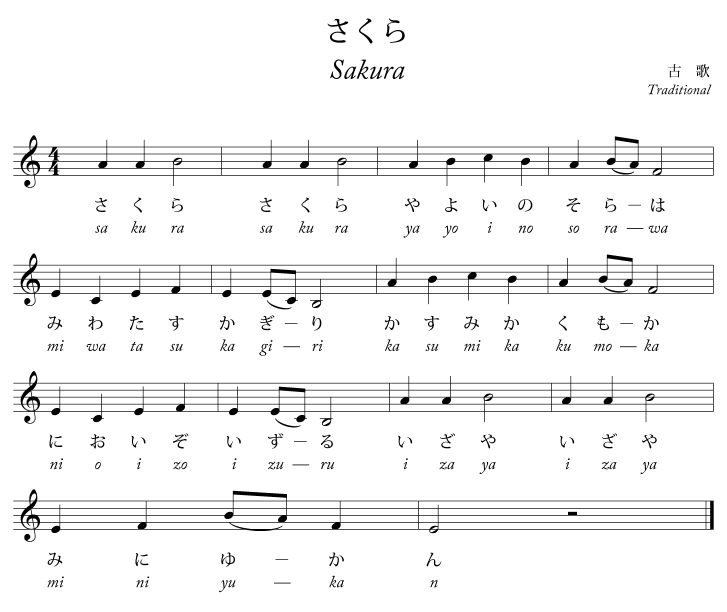
Sakura Sakura écrit en la.

Ce premier mode est utilisé pour le morceau traditionnel Sakura sakura, par exemple en tonalité de la :
On dénombre deux autres modes portant ce nom :
Gamme japonaise kumoi
Gamme japonaise iwato
Gamme japonaise yo

## Le système pentatonique de Constantin Brăiloiu
De fait, un grand nombre de musiques à travers le monde utilisent ce type d'échelle. Mais selon l'ethnomusicologue Constantin Brăiloiu, ce qui caractérise ces musiques est non seulement une certaine échelle (un ensemble de sons), mais également une manière particulière de l'utiliser. Brăiloiu, qui synthétise les travaux de plusieurs autres chercheurs, parle donc de système pentatonique.

### Le pycnon
Dans le cas d'une gamme pentatonique sur sol (sol - la - si - ré - mi), la partie sol-la-si de l'échelle a une importance particulière :
- elle est séparée du reste, de part et d'autre, par l'intervalle le plus grand de l'échelle (mi-sol = si-ré  = 1 ton et demi) ;
- c'est la seule suite d'intervalles (2 intervalles de 1 ton) qui ne se présente qu'une fois (alors que ré-mi-sol = la-si-ré ; mi-sol-la = si-ré-mi, etc.). Pour l'auditeur, c'est donc le principal point de repère à l'intérieur du mode.

Brăiloiu propose d'appeler cette section sol-la-si un pycnon (en) (du grec pucnos qui signifie serré ; épais ; fort).
C'est donc par le pycnon que devrait commencer la numérotation des degrés. On aurait ainsi :
Cela permet de décrire une mélodie en disant qu'elle est en mode 1, 2, etc., ce qui signifie essentiellement que sa note la plus grave est 1, 2, etc.

### Les pyens
Dans les intervalles séparant le pycnon du reste (mi-sol et si-ré) se glissent parfois des sons « secondaires et fluctuants », inhérents néanmoins au système. Brăiloiu les appelle des pyens (cette fois, l'étymologie renvoie à la théorie musicale chinoise).
Les pyens sont secondaires car :
- ils peuvent apparaître ou disparaître d'une version de la mélodie à une autre ;
- leur hauteur est fluctuante : do - do♯ pour l'un, et fa - fa♯ pour l'autre ;
- ils tombent plus souvent sur des temps faibles que sur des temps forts.

Ils apparaissent en fait le plus souvent comme des notes de passage ou des appoggiatures.

### Un système pentatonique?
On comprend que, dès lors, pentatonique désigne avant tout un système — et non une simple échelle. Par exemple, ce qui fait la différence entre (gamme de Do majeur) :
et (gamme pentatonique majeure en Sol) :
est que dans le second cas, on considère que do et fa sont des pyens et n'appartiennent donc pas à la structure même de la mélodie.
Brăiloiu précise un autre trait qui justifie l'existence d'un système pentatonique :

« L'indifférence fonctionnelle, aussi bien harmonique que mélodique, de ses principes. Non seulement aucune « attraction » ne s'y fait sentir, mais ses 1, 2, 3, 5, 6 peuvent chacun faire office de cadence intérieure ou finale, si bien que l'on se fourvoierait gravement en voulant, à tout prix, lui assigner une tonique, voire une fondamentale.[réf. souhaitée] »

Il y a donc des mélodies qui utilisent plus de cinq sons mais qui n'en sont pas moins « pentatoniques ». Par contraste, certaines échelles de cinq sons - mais ne respectant pas le principe d'indifférence fonctionnelle - ne relèvent pas du « système pentatonique ».
Les recherches ultérieures en ethnomusicologie semblent montrer que les principes dégagés par Brăiloiu s'appliquent dans plusieurs cultures différentes. On trouverait ce système notamment en Chine, en Afrique et en Europe de l'Est. Il n'est cependant pas prouvé que ces similitudes dans l'organisation et l'utilisation des hauteurs découlent bien d'un même « système » mental ou culturel. Autrement dit, si d'un point de vue descriptif, la théorie de Brăiloiu permet de rendre compte d'un grand nombre de musiques, il n'est pas pour autant certain que le système pentatonique ait un sens autre que théorique.

## Exemples de musiques pentatoniques
- Blues et ses dérivées (comme le rock 'n' roll)
- Musique berbère
- Musique chinoise
- Musique éthiopienne
- Musique hongroise dans ses mélodies traditionnelles
- Musique japonaise
- Musique javanaise
- Musique mongole
- Musique nubienne
- Musique tibétaine
- Musique vietnamienne